# Bitka za Koprivnicu 1943.
Prva bitka za Koprivnicu odvila se 6./7. studenog 1943. godne, kada su postrojbe NOVJ pod zapovjedništvom štaba 2. operativne zone Hrvatske (28. divizija, brigada "braća Radić", 2. moslavačka brigada, Kalnički i Bjelovarski partizanski odred) organizirale napad na njemačko-ustaški garnizon Koprivnicu, koji je branilo oko 1.600 vojnika. Na sam grad napadala je 21. slavonska brigada, Kalnički odred na dva obližnja uporišta, a tri preostale brigade bile su raspoređene na pravcima odakle se očekivala intervencija njemačkih i snaga NDH.
Borba za grad trajala je oko 20 sati. S padom mraka 7. studenog Koprivnica je zauzeta, a tijekom 8. studenog posada obližnjeg uporišta Čarda povukla se preko Drave u Mađarsku.
Tijekom 7. studenog brigada "Braća Radić" odbila je napade dijelova Pavelićevog tjelesnog zdruga iz Varaždina, a 2. moslavačka brigada osujetila je prodor interventne kolone iz Križevaca. 17. slavonska brigada, koja je vršila osiguranje od Bjelovara, tijekom borbi za Koprivnicu nije bila napadana, ali je odbila jači napad tijekom 10. studenog.
Tijekom ovih borbi, kombinirane osovinske snage imale su preko 100 mrtvih i preko 400 zarobljenih, a u Koprivnici je osvojen značajan ratni plijen. Nakon oslobođenja, Koprivnica je postala središte prostranog slobodnog teritorija, poznatog pod imenom Podravska republika.
21. slavonska brigada imala je tijekom borbi u gradu 20 mrtvih i 54 ranjena borca, dok su brigade na zaleđu imale 20 mrtvih i oko 30 ranjenih.

## Priprema napada
Nakon oslobođenja Ludbrega 3. listopada, štab 2. operativne zone donio je odluku da se mjesto brani. U tom cilju tri brigade zadržane su u okolini Ludbrega, gdje su do 14. listopada suzbijale ispade snaga NDH i Nijemaca iz okolnih garnizona.
14./15. listopada, 28. slavonska divizija i NOU brigada "Braća Radić" dobile su zadatak da dijelom snaga zauzmu komunikaciju Zagreb - Varaždin, a drugim dijelom izvrše prodor u Hrvatsko Zagorje. 
Nakon zauzimanja Zlatara 22./23. listopada i likvidacije većeg broja manjih posada, poslije brojnih oštrih borbi na komunikacijama, posljednjih dana listopada 28. divizija vratila se na Kalnik radi pripreme napada na Koprivnicu.
U Koprivnici je tada bilo oko 1.600 vojnika — Nijemaca, ustaša, domobrana i oružnika, dobro naoružanih i utvrđenih. Pored toga, uporištu je stajao na raspolaganju i jedan oklopni vlak, a cijela obrana bazirala se na čvrstom držanju nekoliko međusobno dobro povezanih obrambenih čvorova.
Napad na uporište u Koprivnici povjeren je 21. brigadi 28. divizije. Na Čardu i Danicu, u blizini Koprivnice, napad je trebao izvesti Kalnički NOP odred bez jednog bataljuna. Osiguranje od Varaždina je vršila brigada "Braća Radić", koja je zauzela desnu obalu rijeke Bednje, kod Ludbrega Druga moslavačka brigada je zatvarala pravac Križevci - Koprivnica. Od Bjelovara osiguranje je vršila 17. brigada. Bjelovarski NOP odred zatvarao je pravac Podravski Novi Grad — Koprivnica.

## Tijek napada
Napad na uporište je počeo po planu, 6. studenog u 24:00 sata. Bataljuni 21. brigade uspješno su držali stalan tempo napada protiv čvrste obrane. Vještom upotrebom uzajamne zaštite grupa u napadu, treći bataljun prodro je u centar grada. Nakon izbijanja dijelova 1. i 4. bataljuna, oko 13 sati 7. studenog bio je zauzet centar grada. Grčevit otpor iz pojedinih grupa zgrada nastavljen je do pada mraka, nakon čega su branitelji po grupama pokušavali probiti se iz grada prema okolnim garnizonima.
Tijekom ovih borbi 21. slavonska brigada imala je 20 poginulih boraca: 2 komesara četa, jedan zapovjednik čete, jedan vodnik, dva delegata, četiri desetara i 10 običnih boraca.
Na zasjedama zaduženim za izoliranje Koprivnice također je bilo oštre borbe. Sličo kao prilikom napada na Ludbreg, NOU brigada „Braća Radić” na svom sektoru morala je izdržati i odbiti oštre napade dijelova Pavelićevog tjelesnog zdruga - ovaj put Prve ustaške bojne, ojačane tenkovima i podržane topništvom. Uz pomoć dobre organizacije obrane na povoljnim položajima, napadač je ponovo bio odbijen i odvraćen. Druga moslavačka brigada također je odbila pokušaj intervencije na svom pravcu. Za razliku od njih, 17. brigada nije imala borbu tog dana, ali je 10. studenog na istim položajima imala žestoku borbu sa jakom kombiniranom napadnom kolonom koja je nadirala ka selu Kapeli. Posijle petosatne borbe, 17. brigada je uspjela odbiti ju, nanijeti joj osjetne gubitke i prisiliti na povlačenje.
U borbama ove tri brigade, palo je blizu 20, a ranjeno preko 30 boraca.

## Rezultat napada
Napad na Koprivnicu okončan je sa preko 100 ubijenih i 400 zarobljenih njemačkih i domobranskih vojnika, 8 zapljenjenih strojnica, 18 puškomitraljeza, 4 laka minobacača, 605 pušaka, 7 automata, 10 pištolja, 300.000 puščanih metaka, 954 ručne bombe, 600 minobacačkih mina, 475 kg eksploziva, 2 kamiona, 2 automobila, 4 motocikla, 1.000 kompleta vojničke odjeće...
Za uspjeh, hrabrost i požrtvovanje u borbi za Koprivnicu, Štab Druge operativne zone je pohvalio borce i rukovoditelje 21. brigade:
"Za junačko držanje i upornu borbu boraca i rukovoditelja 21. brigade Hrvatske za oslobođenje grada Koprivnice pohvaljujemo sve borce i rukovoditelje zajedno sa njihovim junačkim štabom brigade, koji je savjesno rukovodio ovom borbom i zajedno sa svojim borcima donio slavu 21. brigadi Hrvatske, a slobodu građanima grada Koprivnice. Naročito ističemo hrabro držanje boraca 1, 3. i 4. bataljuna 21. brigade NOV Hrvatske."
Koprivnica je bila centar slobodnog teritorija u gornjoj Podravini do 9. veljače 1944., kada su je tijekom operacije Dubrovnik 2 ponovo zauzele osovinske snage.

## Povezano
- Bitka za Ludbreg
- Podravska republika
- Bitka za Koprivnicu 1944.